# Тріалеті (містечко)
Тріалеті (груз. თრიალეთი) — даба (містечко) у Цалкському муніципалітеті, мхаре Квемо-Картлі, Грузія.

## Географія
Тріалеті розташована на правому березі річки Храмі, за 7 км від Цалки, на висоті 1500 м. над рівнем моря.

## Клімат
Клімат у Тріалеті вологий субтропічний клімат, з помірно холодною зимою та довгим теплим літом.
Середньорічна температура — 5,9 °C. Середньорічна норма опадів — 765 мм.

## Назва
Село спочатку називалося Надвалеті. Після появи німецьких колоністів у 1857 році — Александерґільф, у 1915 році перейменоване в Александрове, після приходу до влади більшовиків у Розенберґ. У 1941 році німецьке населення виселили, а село перейменували у Молотов, після викриття культу особи Сталіна перейменували на Тріалеті.

## Історія
На території містечка Тріалеті існувало село Надвалеті, яке після російсько-турецької війни 1828—1829 років обезлюдніло. У 1857 році в опустіле село Надвалеті поселилися німецькі колоністи з села Ассуреті. Після Кримської війни 1853—1856 років у селі з'явилися перші понтійські греки,  переселенці з Туреччини.
1937 року на річці Храмі почалося будівництво ГЕС Храмі І. Будівельники ГЕС мешкали в Розенберзі, через що згодом населення Молотова досягло декількох тисяч осіб. Перший гідроагрегат ГЕС пущений в 1947 році.
У 1944 році Тріалеті отримало статус селища міського типу.

## Демографія
Чисельність населення Тріалеті, станом на 2014 рік, налічує 565 осіб, з яких 82% — грузини.
Грузини становлять 82% населення даби, вірмени — 10%, греки (понтійські) — 6%. 
Після розпаду СРСР з Тріалеті в Грецію виїхала більшість місцевих понтійських греків. Нині в Тріалеті мешкають в основному переселенці з гірських районів Аджарії.

## Археологія
У 1930-1940 роках XX ст. на тріалетському плато, поблизу сучасного містечка Тріалеті, професор Борис Куфтін вивчив безліч пам'ятників, серед яких виділяється кілька десятків курганів. У похоронних залах цих курганів був виявлений багатий та унікальний матеріал (золоті та срібні прикраси, посуд, срібну і бронзову зброю, кераміка). Нову культуру Куфтін назвав «тріалетською культурою».

## Відомі люди
Відомі уродженці
- Макаревич Ігор Глібович — російський художник-концептуаліст, заслужений художник РСФСР.